# Posłaniec (film 1971)
Posłaniec (ang. The Go–Between) – brytyjski melodramat z 1971 roku w reżyserii Josepha Loseya, zrealizowany na podstawie powieści L.P. Hartleya z 1953 roku.
Zdjęcia kręcono od sierpnia do listopada 1970 roku w hrabstwie Norfolk (Melton Constable, Heydon, Thornage i Norwich).

## Główne role
- Julie Christie – Marian Maudsley (później lady Trimingham)
- Alan Bates – Ted Burgess
- Margaret Leighton – pani Maudsley
- Michael Redgrave – Leo Colston (dorosły)
- Dominic Guard – Leo Colston (młody)
- Michael Gough – pan Maudsley
- Edward Fox – Hugh Trimingham
- Richard Gibson – Marcus Maudsley
- Simon Hume-Kendall – Denys
- Roger Lloyd-Pack – Charles
- Amaryllis Garnett – Katea

## Fabuła
Rok 1900, Anglia. 13–letni Leo – syn ubogiej wdowy, zostaje zaproszony przez swojego przyjaciela ze szkoły Marcusa do jego posiadłości w Norfolk. Starsza siostra Marcusa, Marian, jest zaręczona z lordem Triminghamem, utrzymuje jednak stosunki z żyjącym w sąsiedztwie farmerem Tedem Burgessem. Leo również zakochuje się w Marian. Przypadkowo trafia do farmy Burgessa, który prosi go o dostarczenie listu do Marian.

## Nagrody i nominacje
Oscary za rok 1971
- Najlepsza aktorka drugoplanowa – Margaret Leighton (nominacja)

Złote Globy 1971
- Najlepszy zagraniczny film anglojęzyczny (nominacja)

Nagroda BAFTA 1971
- Najlepszy scenariusz – Harold Pinter
- Najlepszy aktor drugoplanowy – Edward Fox
- Najlepsza aktorka drugoplanowa – Margaret Leighton
- Najbardziej obiecujący pierwszoplanowy debiut aktorski – Dominic Guard
- Najlepszy film (nominacja)
- Najlepsza reżyseria – Joseph Losey (nominacja)
- Najlepsze zdjęcia – Gerry Fisher (nominacja)
- Najlepsza scenografia – Carmen Dillon (nominacja)
- Najlepsze kostiumy – John Furniss (nominacja)
- Najlepszy dźwięk – Garth Craven, Peter Handford, Hugh Strain (nominacja)
- Najlepsza aktorka pierwszoplanowa – Julie Christie (nominacja)
- Najlepszy aktor drugoplanowy – Michael Gough (nominacja)

24. MFF w Cannes
- Złota Palma